# Angitia grandis
Angitia grandis är en fjärilsart som beskrevs av William Schaus 1911. Angitia grandis ingår i släktet Angitia och familjen nattflyn. Inga underarter finns listade i Catalogue of Life.